# Chapelle Notre-Dame de Gratemoine à Séranon
La  chapelle Notre-Dame de Gratemoine  est une chapelle du XIIe siècle située à Séranon dans le département français des Alpes-Maritimes.

## Localisation et dénomination
La chapelle Notre-Dame de Gratemoine est située en bordure de la Route Napoléon (D 6085), entre Saint-Vallier-de-Thiey et Castellane.
Le curieux nom de la chapelle est dû à la déformation progressive du latin « gradiva » qui signifie « degré » et « caminus » qui signifie « chemin ». Ces termes font allusion à la situation de l’édifice bâti sur le seul point élevé de la plaine.

## Historique
Les documents déposés aux Archives départementales des Alpes-Maritimes  permettent de reconstituer assez précisément l’histoire de la chapelle.
La pièce la plus ancienne retrouvée est une charte-notice de 1060 par laquelle Pons, surnommé Arbert, et d’autres personnes de sa famille, donnent divers terres, près et moulins sis au territoire du château de Séranon pour permettre d’édifier une « église Sainte-Marie de Gratacamunda ». Le bénéficiaire en est Isnard, prêtre d’Auriol, qui dessert l’église jusqu’à sa mort.
Après son décès l’église rentre en possession de l’abbaye de Lérins dont elle devient un prieuré.
L’église actuelle n’est pas celle construite en 1066 mais un édifice rebâti par les moines de Lérins en 1110 - 1124.
Le prieuré fait office d’église paroissiale de Séranon avant de céder sa place au XIIIe siècle à l’église Saint-Michel implantée au vieux Séranon et de devenir alors une chapelle.
En 1305 l’église Notre-Dame de Clars est réunie au prieuré ND de Gratemoine.
Une liasse de documents conservés aux archives réunit les prises de possessions des prieurs successifs dépendant de l’abbaye de Lérins entre 1315  et 1615.
L'abbaye vend le prieuré en 1646 à Arnaud de Romans, seigneur de Séranon. Au XVIIIe siècle, la chapelle est utilisée provisoirement comme église paroissiale car l’église du vieux Séranon est alors ruinée.

## L’édifice
Le bâtiment était à l’origine beaucoup plus long ; il comportait une abside et une nef de quatre travées. La nef était flanquée au sud par ce qui semble les restes d’une chapelle baptismale, ce qui confirmerait le statut d’église paroissiale à l’époque.
Au départ l’église était charpentée. À la fin du XIIIe siècle ou dans la première moitié du XIVe siècle elle est voutée. La poussée de la voûte oblige à construire successivement plusieurs contreforts.
Mais la nef finit par d’écrouler à la fin du Moyen Âge ; elle est réduite à une seule travée et la façade actuelle est construite. La chapelle garde sur sa façade des éléments de réemploi, comme une pierre gravée de quelques lettres et scellée sens dessus-dessous.
Lors d’une opération effectuée en 2007 par les Services régionaux de l’archéologie des sépultures en pleine terre et un ossuaire ont été dégagés.

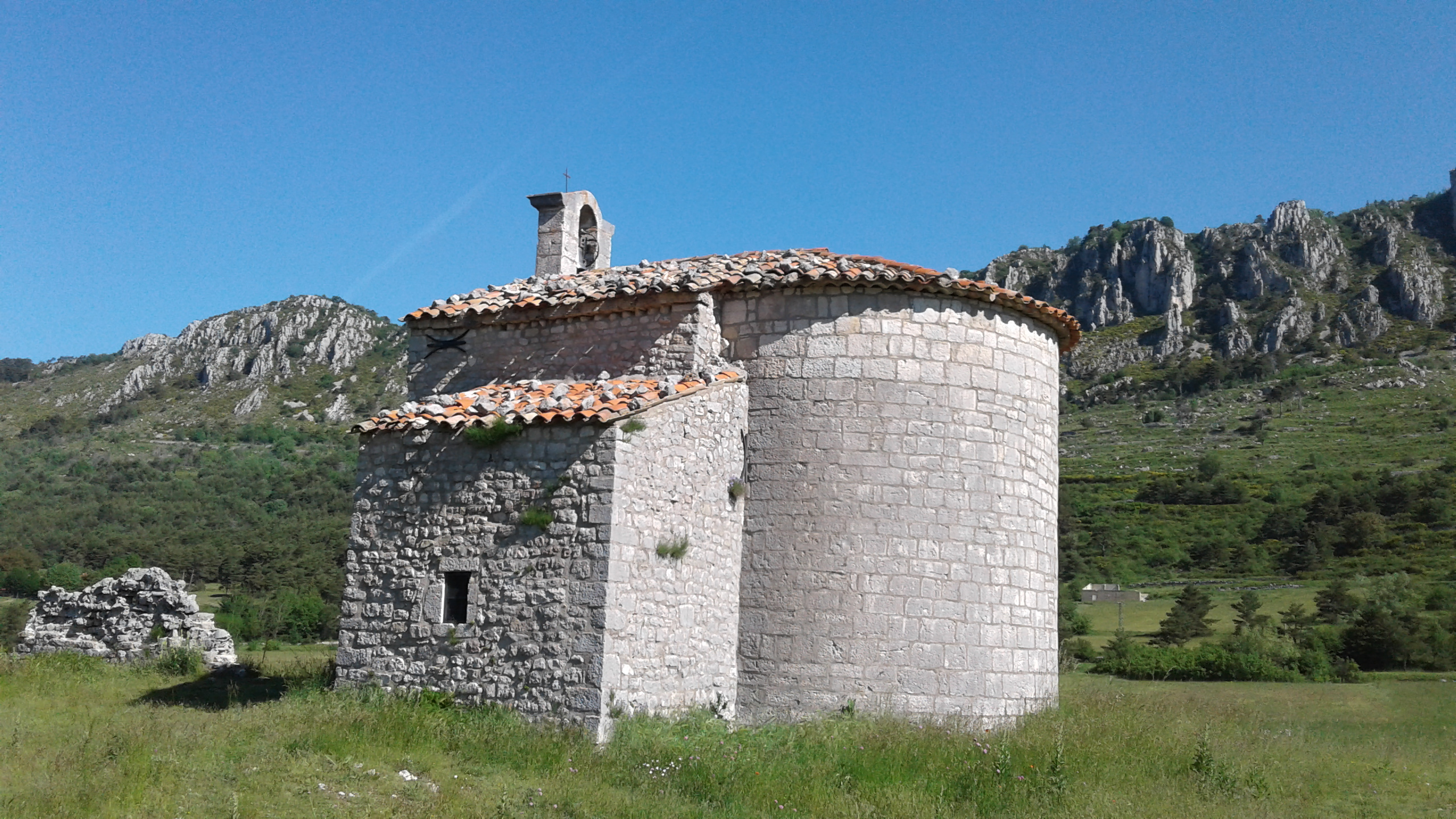
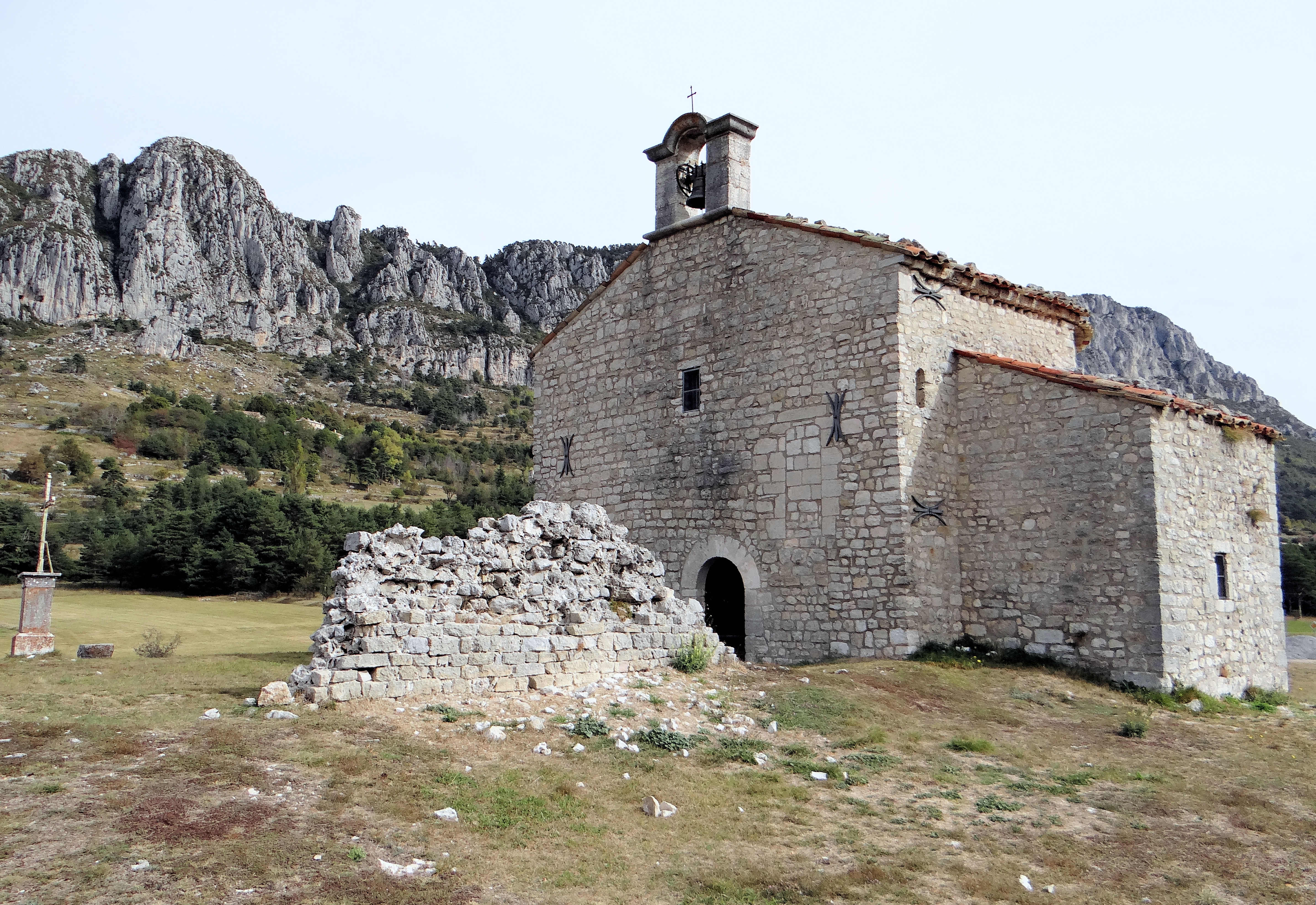
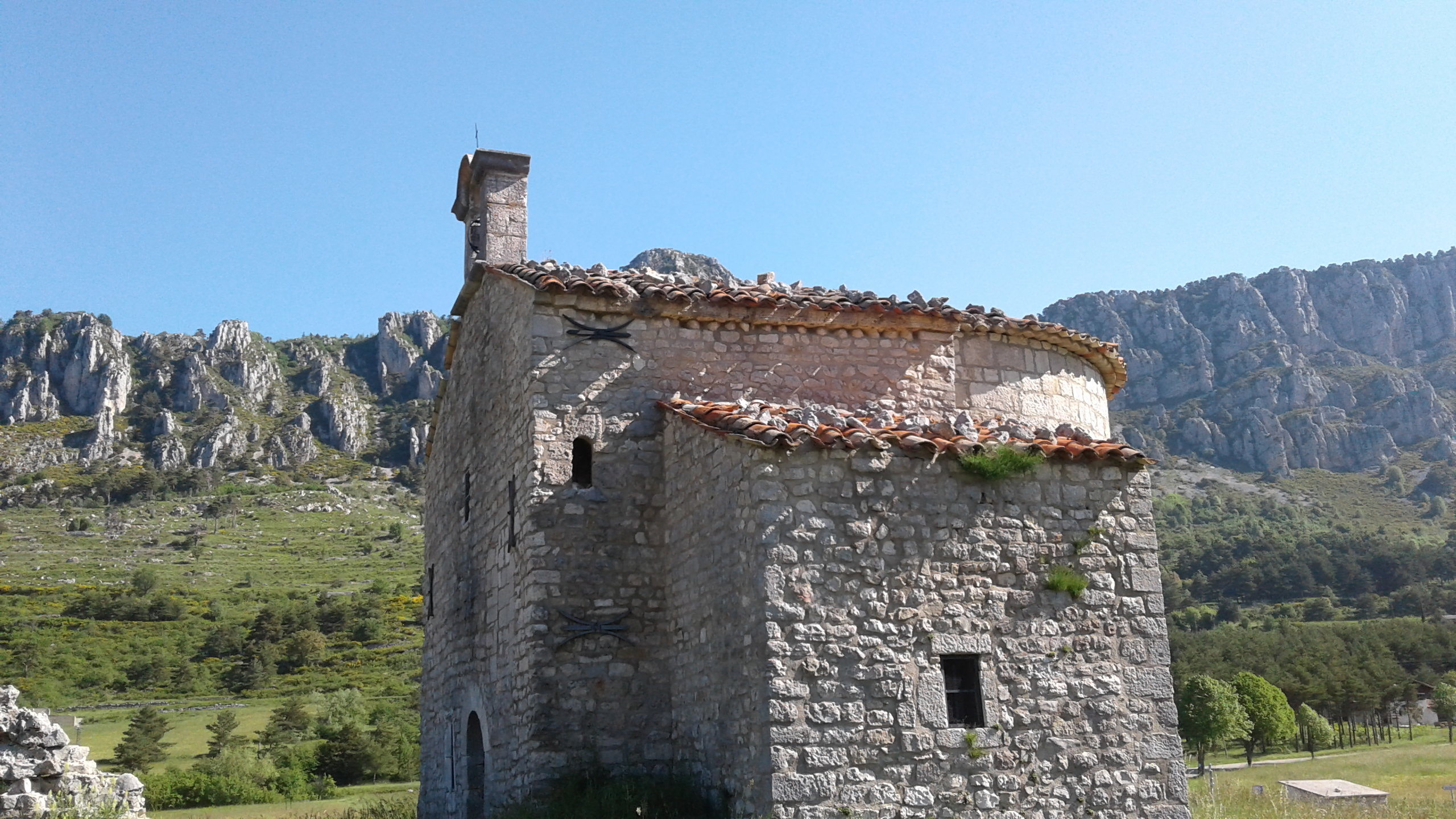
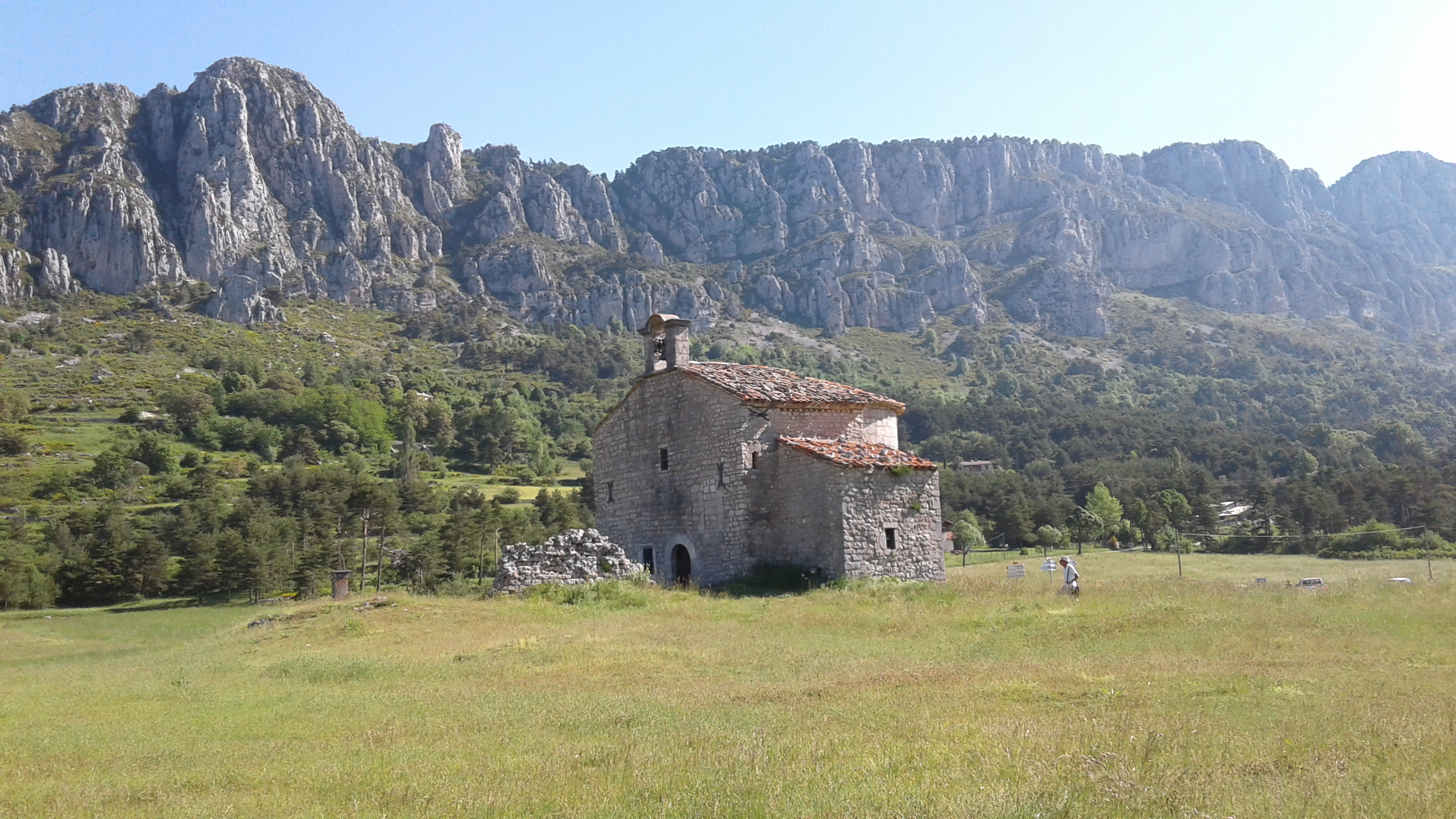

## Milliaire romain

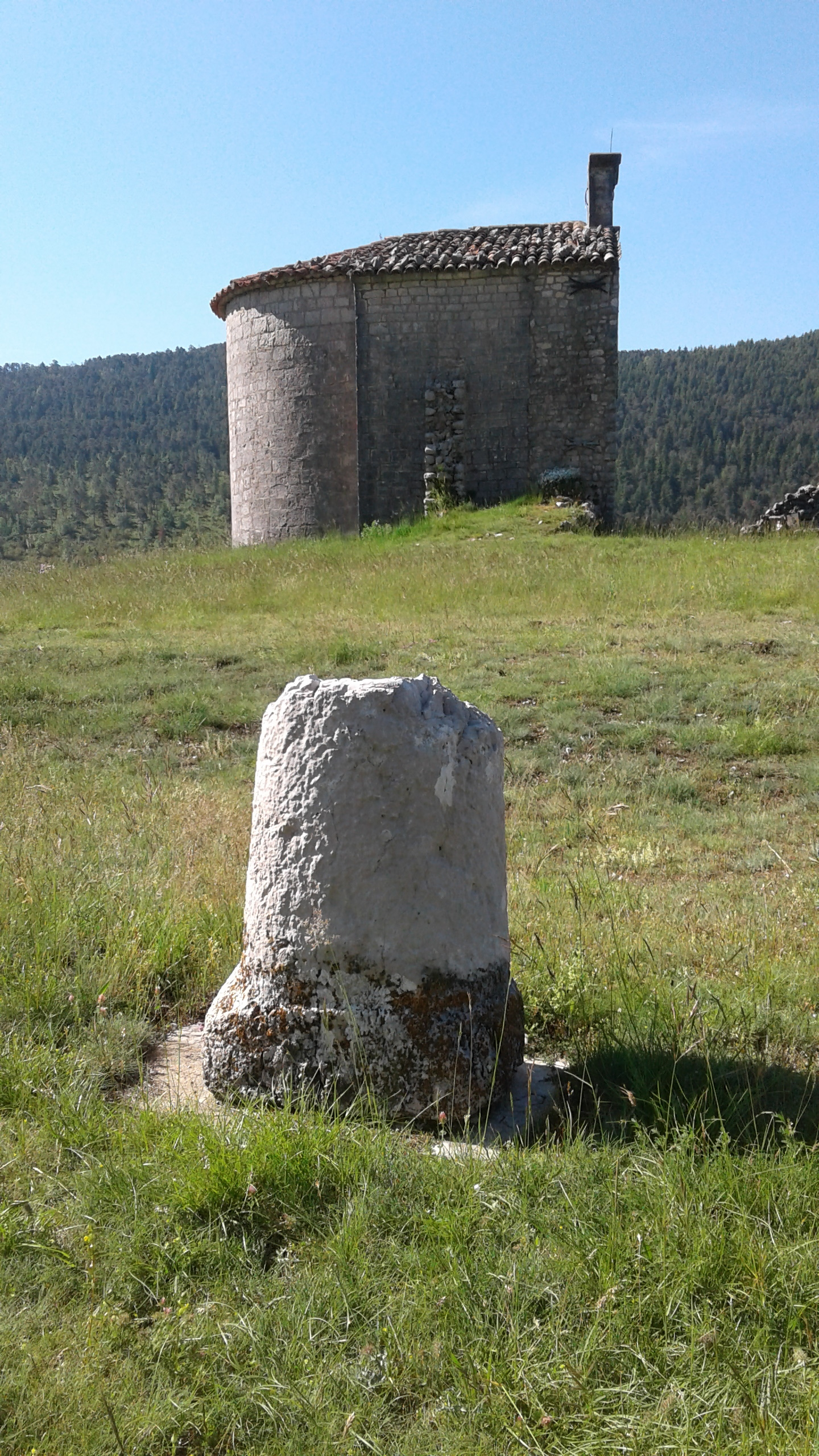
Milliaire romain

Des découvertes archéologiques ont prouvé l’occupation du site de Séranon par des tribus semi-nomades dès le Paléolithique. Des fouilles ont été effectuées sur les oppida de La Doire, de Rouaïne, de Frontignac et les grottes néolithiques du Baou-Roux.
Le site de Gratemoine est situé sur une petite butte dominant l'antique voie romaine Ventiana ouVintia reliant Vence à Castellane. Il semble qu’une petite agglomération était implantée autour de l’actuelle chapelle en bordure de la voie.
La base d’une borne milliaire romaine est visible non loin de la chapelle. À l’origine elle était encore plus proche, au pied de la croix où elle a été retrouvée placée à l’envers, une cavité ayant été creusée dans son socle pour faire un bénitier.
Le milliaire ne comporte pas d’inscription mais il n’est pas exclu que la partie supérieure, actuellement disparue, en ait portée.